# Mladen Rojnica
Mladen Rojnica (Dubrovnik, 1941.), hrvatsko-argentinski gospodarstvenik, gospodarstveni dužnosnik i diplomat.

## Životopis
Mladen Rojnica rodio se je u Dubrovniku 1941. godine. U Buenos Airesu pohađao je osnovnu i srednju školu kod katoličkih učitelja. Srednje školovanje nastavio je u Londonu, gdje je studirao ekonomiju na londonskome sveučilištu. Diplomirao je 1968. godine. Nakon studija vratio se je u Argentinu.
U Argentini se zaposlio kao revizor. Uža specijalnost bila mu je analiza financijskih stanja, revzija i organizacija poduzeća. Obiteljska tekstilna poduzeća dvadesetak su godina bila argentinski prvaci u izvozu pletenih tkanina i pređe.
Doživotni je član ACDE-a, Organizacije kršćanskih poslodavaca i prvi je predsjednik Argentinsko-hrvatske industrijske i trgovačke komore. Član je upravnog odbora Argentinske tekstilne komore. Glavni je argentinski pregovarač s Ministarstvom trgovine SAD-a o kompenzacijskim carinama za tekstilne proizvode.
Radio u Ministarstvu vanjskih poslova Republike Hrvatske i u veleposlanstvu Republike Hrvatske u Švicarskoj kao savjetnik za gospodarska pitanja.
Knjigu Živjeti za Hrvatsku: socijalizam ili sloboda i blagostanje? (2004.) objavio je u izdanju HKZ-Hrvatskoga slova. Knjigu Tržišno gospodarstvo i neokomunizam (2009.) napisao je, kako kaže, "u prvom redu namijenjena ponajprije mladima, koji su otvoreni a nisu zagađeni destruktivnom ideologijom koja je vladala posljednjih desetljeća, mladima svih godišta koji čeznu za slobom i napretkom za sebe i svoje obitelji u vlastitoj domovini".
Piše za Glas Hrvata.